# Lista de títulos do Esporte Clube Bahia
Esta é uma lista de títulos do Esporte Clube Bahia. Apresenta uma relação de conquistas no futebol, principal modalidade praticada pelo clube, incluindo a categoria profissional, divisões de base e futebol feminino. São 210 títulos ao total só do time profissional masculino de futebol.
Também constam os principais títulos obtidos em outros esportes, como automobilismo e futevôlei.

## Futebol
O Bahia se destaca por ter sido o primeiro clube campeão brasileiro devido a conquista da Taça Brasil de 1959. Assim, o Tricolor foi o primeiro clube a representar o Brasil na Taça Libertadores da América. Também venceu o Campeonato Brasileiro de 1988. Foi vencedor em competições interestaduais, as Copas do Nordeste e ganhou o Campeonato Baiano 51 vezes, além de títulos da Taça Estado da Bahia e Torneio Início. Também tem dois títulos continentais: a Copa Internacional Renner que reuniu clubes do Brasil, Paraguai e Uruguai e tem a Taça da Amizade disputado no Uruguai.

### Competições oficiais
| NACIONAIS | NACIONAIS             | NACIONAIS | NACIONAIS |
|           | Competição            | Títulos   | Temporadas |
| --------- | --------------------- | --------- | --- |
|           | Campeonato Brasileiro | 2         | 1959 e 1988 |
| REGIONAIS |                       |           | |
|           | Competição            | Títulos   | Temporadas |
|           | Copa do Nordeste      | 4         | 2001, 2002, 2017 e 2021 |
| ESTADUAIS |                       |           | |
|           | Competição            | Títulos   | Temporadas |
|           | Campeonato Baiano     | 51        | 1931, 1933, 1934, 1936, 1938, 1940, 1944, 1945, 1947, 1948, 1949, 1950, 1952, 1954, 1956, 1958, 1959, 1960, 1961, 1962, 1967, 1970, 1971, 1973, 1974, 1975, 1976, 1977, 1978, 1979, 1981, 1982, 1983, 1984, 1986, 1987, 1988, 1991, 1993, 1994, 1998, 1999, 2001, 2012, 2014, 2015, 2018, 2019, 2020, 2023 e 2025 |

 Campeão invicto

### Outros Títulos
| INTERNACIONAIS  | INTERNACIONAIS                       | INTERNACIONAIS | INTERNACIONAIS                                      |
|                 | Competição                           | Títulos        | Temporadas                                          |
| --------------- | ------------------------------------ | -------------- | --------------------------------------------------- |
|                 | Taça da Amizade (URU)                | 1              | 1959                                                |
|                 | Copa Internacional Renner            | 1              | 1997                                                |
| NACIONAIS       |                                      |                |                                                     |
|                 | Competição                           | Títulos        | Temporadas                                          |
| Brasil          | Torneio Quadrangular de Salvador     | 7              | 1950, 1952, 1953, 1954-I, 1960, 1961-I, 1961-II     |
| Brasil          | Torneio Octávio Mangabeira           | 1              | 1951                                                |
| Brasil          | Torneio Triangular Luis Viana Filho  | 1              | 1971                                                |
| Brasil          | Taça Maria Quitéria                  | 1              | 1998                                                |
| INTER-REGIONAIS |                                      |                |                                                     |
|                 | Competição                           | Títulos        | Temporadas                                          |
|                 | Zona Norte–Nordeste da Taça Brasil   | 3              | 1959, 1961 e 1963                                   |
| REGIONAIS       |                                      |                |                                                     |
|                 | Competição                           | Títulos        | Temporadas                                          |
|                 | Torneio dos Campeões do Nordeste     | 1              | 1948                                                |
|                 | Grupo Nordeste da Taça Brasil        | 4              | 1959, 1960, 1961 e 1963                             |
| INTERESTADUAIS  |                                      |                |                                                     |
|                 | Competição                           | Títulos        | Temporadas                                          |
| X               | Torneio Pernambuco Bahia             | 2              | 1993 e 1994                                         |
| ESTADUAIS       |                                      |                |                                                     |
|                 | Competição                           | Títulos        | Temporadas                                          |
| Bahia           | Torneio Início da Bahia              | 9              | 1931, 1932, 1934, 1937, 1938, 1951,1964,1967 e 1979 |
| Bahia           | Taça Estado da Bahia                 | 3              | 2000, 2002 e 2007                                   |
| Bahia           | Torneio Relâmpago                    | 1              | 1940                                                |
| Bahia           | Torneio Bernado Martins Catharino    | 2              | 1953, 1954 e 1955                                   |
| Bahia           | Torneio Quadrangular Vivaldo Tavares | 1              | 1955                                                |
| Bahia           | Torneio Walter Passos                | 1              | 1962                                                |
| Bahia           | Torneio Imprensa                     | 1              | 1983                                                |
| Bahia           | Campeonato Baiano de Aspirantes      | 3              | 1936, 1938 e 1939                                   |

## Futebol feminino
| Nacionais | Nacionais                        | Nacionais | Nacionais                                       |
|           | Competição                       | Títulos   | Temporadas                                      |
| --------- | -------------------------------- | --------- | ----------------------------------------------- |
|           | Campeonato Brasileiro - Série A2 | 1         | 2024                                            |
| Estaduais |                                  |           |                                                 |
|           | Competição                       | Títulos   | Temporadas                                      |
|           | Campeonato Baiano                | 8         | 1989, 1990, 1991, 2019, 2021, 2022, 2023 e 2024 |

## Futebolde Base[1]

#### Internacionais
- Torneio Internacional Cidade de Gradisca Sub-17 (Juvenil): 2010.
- Torneio Internacional de Marseille Sub-20 (Junior): 2 vezes (2001 e 2002).
- Troféu Angelo Dossena Sub-20 (Junior): 2011.

#### Nacionais
- Copa Nike Sub-15 (Infantil): 2011.
- Copa 2 de Julho de Futebol Sub-15 (Juvenil): 2 2015 e 2022

#### Regionais
- Copa Nordeste Sub-20 (Junior): 2001

#### Estaduais
- Campeonato Baiano Sub-20 (Junior): 22 vezes (1985, 1986, 1987, 1988, 1989, 1990, 1991, 1992, 1993, 2001, 2003, 2004, 2005, 2007, 2010, 2014, 2016, 2018, 2019, 2021, 2022 e 2023)
- Campeonato Baiano Sub-17 (Juvenis): 8 vezes (1965, 2003, 2005, 2010,   2012, 2014, 2016 e 2021)
- Campeonato Baiano Sub-15 (Infantil): 11 vezes (1997, 2005, 2009, 2012, 2013, 2014, 2016, 2018, 2019, 2022 e 2023).
- Copa Metropolitana Sub-15 (Infantil): 5 vezes (2012, 2015, 2017, 2018 e 2019).
- Copa Metropolitana Sub-17 (Juvenil): 1 vez (2012).

## Futevôlei
| NACIONAIS | NACIONAIS             | NACIONAIS | NACIONAIS  |
|           | Competição            | Títulos   | Temporadas |
| --------- | --------------------- | --------- | ---------- |
| Brasil    | Campeonato Brasileiro | 1         | 2013       |

## Futsal

### Categorias de base
SUB-13
| ESTADUAIS | ESTADUAIS         | ESTADUAIS | ESTADUAIS   |
|           | Competição        | Títulos   | Temporadas  |
| --------- | ----------------- | --------- | ----------- |
| Bahia     | Campeonato Baiano | 2         | 2010 e 2018 |

SUB-11
| ESTADUAIS | ESTADUAIS         | ESTADUAIS | ESTADUAIS  |
|           | Competição        | Títulos   | Temporadas |
| --------- | ----------------- | --------- | ---------- |
| Bahia     | Campeonato Baiano | 1         | 2018       |

## Automobilismo

### Temporadas

#### Nacionais
- Stock Car Brasil - Categoria Mini Challenge: Campeão em 2010.

#### Regionais
- Mitsubishi Cup Nordeste - Categoria TR4-R: Vice-campeão em 2010.

### Etapas

#### Internacionais
- International Mini Meeting no Circuito de Jarama - Madrid(ESP): 5º lugar em 2010.

#### Nacionais
- Stock Car Brasil - Categoria Mini Challenge no Circuito do CAB - Salvador (BA): 1º lugar em 2010.
- Stock Car Brasil - Categoria Mini Challenge no Circuito de Rua de Ribeirão Preto - Ribeirão Preto (SP): 1º lugar em 2011.
- Stock Car Brasil - Categoria Mini Challenge no Autódromo de Sta. Cruz do Sul - Sta. Cruz do Sul (RS): 1º lugar em 2010.
- Stock Car Brasil - Categoria Mini Challenge no Autódromo Nelson Piquet - Brasília (DF): 1º lugar em 2010.
- Stock Car Brasil - Categoria Mini Challenge no Autódromo de Curitiba - Pinhais (PR): 1º lugar em 2010 e 2º lugar em 2011.
- Stock Car Brasil - Categoria Mini Challenge no Autódromo de Interlagos - São Paulo (SP): 3º lugar em 2010 e 1º lugar em 2011.
- Stock Car Brasil - Categoria Mini Challenge no Autódromo de Jacarepaguá - Rio de Janeiro (RJ): 3º lugar em 2010.
- Stock Car Brasil - Categoria Mini Challenge no Velopark - Nova Santa Rita (RS): 2º lugar em 2011.

#### Regionais
- Mitsubishi Cup Nordeste - Categoria TR4-R em Fortaleza (CE): 1º lugar em 2010.
- Mitsubishi Cup Nordeste - Categoria TR4-R em João Pessoa (PB): 3º lugar em 2010.